# Строек

Строек — река в Воротынском районе Нижегородской области России. Устье реки находится в 2080 км по левому берегу реки Волги (старица). Длина реки составляет 16 км, площадь водосборного бассейна — 239 км².
Река начинается в лесном массиве в 12 км к северу от села Разнежье. Течёт на юг и юго-запад по ненаселённому лесу. Впадает в волжскую старицу, известную как озеро Заводь, к северо-западу от Разнежья.

## Данные водного реестра
По данным государственного водного реестра России относится к Верхневолжскому бассейновому округу, водохозяйственный участок реки — Волга от устья реки Ока до Чебоксарского гидроузла (Чебоксарское водохранилище), без рек Сура и Ветлуга, речной подбассейн реки — Волга от впадения Оки до Куйбышевского водохранилища (без бассейна Суры). Речной бассейн реки — (Верхняя) Волга до Куйбышевского водохранилища (без бассейна Оки).
По данным геоинформационной системы водохозяйственного районирования территории РФ, подготовленной Федеральным агентством водных ресурсов:
- Код водного объекта в государственном водном реестре — 08010400312110000035056
- Код по гидрологической изученности (ГИ) — 110003505
- Код бассейна — 08.01.04.003
- Номер тома по ГИ — 10
- Выпуск по ГИ — 0